# Optical Distribution Network
Un Réseau de distribution optique (Optical Distribution Network, communément abrégé ODN) permet de réaliser la transmission optique entre l'OLT d'un opérateur de réseau vers les ONT installés chez les utilisateurs finals (ou les ONU qui sont techniquement des ONT, mais installés chez un opérateur de « boucle locale» pour interconnecter d'autres réseaux de distribution non optiques, par exemple dans les NRA des points d'accès mutualisés pour leurs réseaux ADSL ou VDSL sur la boucle locale du réseau commuté historique sur paire cuivre, ou dans les points de distribution locale alimentant les réseaux de câble coaxial déployés dans des métropoles urbaines, ou encore les points de distribution des antennes de réseaux mobiles) et vice-versa. Il emploie des fibres optiques et des composants optiques passifs.

## Terminologie
- OLT (Optical Line Terminal) : c'est l'équipement situé dans le central téléphonique du fournisseur de services. L'OLT joue un rôle essentiel dans la coordination des signaux de données entre le réseau du fournisseur et les différents ONT connectés à l'ODN.
- ONT (Optical Network Terminal) : c'est le dispositif situé chez l'utilisateur final. L'ONT convertit les signaux optiques en signaux électriques pour les appareils de l'utilisateur et inversement.
- ONU (Optical Network Unit) : c'est techniquement la même chose qu'un ONT, la terminologie diffère selon l'origine des normes techniques utilisées (IEEE ou ITU), mais tient plus à l'usage et cela vient de la législation ou la régulation qui impose la concurrence des opérateurs pour la commercialisation de leurs offres de distribution auprès des utilisateurs finals. Cela impose des règles de neutralité technique et d'interopérabilité des ONU des opérateurs concurrents et une régulation des droits d'accès de ces opérateurs basés sur les coûts réels d'exploitation de l'ODN et des autres réseaux d'accès régulés : les ONU sont des ONT installés dans les locaux d'un de ces opérateurs pour adapter et interconnecter d'autres réseaux de distribution non fibrés ou utilisant des technologies de fibres différentes. Mais techniquement, les technologies utilisées en aval d'un ONT sur les réseaux privés des utilisateurs finals peuvent être utilisées sur les réseaux en aval par les opérateurs utilisant un ONU, la régulation qui est applicable aux ONU chez ces opérateurs ne s'impose pas sur les ONT connectés aux réseaux privés des utilisateurs finals, lesquels restent normalement libres de leurs choix techniques et de leurs équipements : ces clients finals ne sont tenus de partager avec les opérateurs fournisseurs aucune donnée concernant leurs coûts privés d'usage et d'exploitation, ni aucun de leurs choix techniques et les capacités de leurs réseaux privés (tant que ces réseaux n'utilisent pas d'autres ressources comme l'espace du domaine public ou les fréquences régulées, et ne commercialisent ou ne sous-louent pas eux-mêmes des accès via ce réseau privé, par exemple dans un immeuble, une copropriété ou un contrat de bail locatif sur une partie privée ne disposant d'aucun accès direct à l'espace public, la législation pouvant dans certains cas restreindre les droits des exploitants de tels réseaux privés afin de rendre encore possible l'accès à des offres concurrentes et non celle en situation de monopole effectif ; pour y remédier, la législation cependant peut accorder un droit de passage via les parties communes de la copropriété, avec un cadre technique limitant les abus d'usage par les résidents indépendants et respectant les droits des autres résidents et des propriétaires, afin que ces derniers ne puissent pas imposer un unique fournisseur, avec un seul tarif et des limitations techniques et d'usage, appliqués de façon non équitable, non négociable, et liée trop directement à un autre contrat de résidence à moyen ou long terme).

## Composants d'un ODN
- Fibres Optiques : elles forment l'épine dorsale du réseau, transmettant les données sous forme de lumière. Les fibres optiques se distinguent par leur capacité à transmettre de grandes quantités de données sur de longues distances avec une perte minimale.
- Composants Optiques Passifs : ce sont des éléments qui ne nécessitent pas d'alimentation électrique pour fonctionner. Ils incluent des diviseurs (splitters), des coupleurs, et des connecteurs. Ces composants sont essentiels pour distribuer le signal optique de l'OLT vers plusieurs ONT.

## Fonctionnement
- Le processus commence à l'OLT, où les signaux de données sont convertis en signaux optiques.
- Ces signaux optiques voyagent ensuite à travers les fibres optiques de l'ODN.
- En utilisant des composants optiques passifs, le signal est distribué ou scindé en plusieurs chemins pour servir plusieurs ONT.
- Une fois que le signal atteint un ONT, il est converti en un signal électrique utilisable par les appareils de l'utilisateur.
- Pour la communication en sens inverse, le processus est inversé : les signaux partent des ONT, sont convertis en signaux optiques, et voyagent via l'ODN pour atteindre l'OLT.

## Avantages de l'ODN
- Haute capacité de bande passante : la fibre optique peut transporter une quantité massive de données à des vitesses élevées.
- Fiabilité : les ODN sont moins sujets aux interférences et aux perturbations que les réseaux basés sur des câbles en cuivre.
- Longue portée : les signaux optiques peuvent être transmis sur de plus longues distances sans nécessiter d'amplification fréquente.
- Coût-efficacité : bien que l'installation initiale puisse être coûteuse, la maintenance et les coûts opérationnels sont généralement plus bas comparés aux technologies traditionnelles.